# Missão de Observação das Nações Unidas em Angola
A Missão de Observação das Nações Unidas em Angola (MONUA) foi criada pela Resolução 1118 do Conselho de Segurança das Nações Unidas de 30 de junho de 1997. 
A missão foi necessária para apaziguar as tensões entre as diferentes facções do país e assegurar um cessar-fogo no país e garantir o início de um processo democrático e eleitoral.
Devido ao colapso do processo de paz em Angola, o Secretário-Geral das Nações Unidas recomendou ao Conselho de Segurança da ONU que o mandato da MONUA não seria renovado.  A missão encerrou oficialmente em 26 de fevereiro de 1999 pelos termos da Resolução 1213. 
A MONUA foi a última missão de manutenção de paz em Angola, e foi precedida por outras três missões de paz: UNAVEM I, II e III.
No início da missão, em 1997, a força de paz da ONU consistiu de aproximadamente 3.500 soldados, observadores e guardas da polícia, vindos de 17 países. Este número foi reduzido para 400 em 1999, quando a missão terminou. Dezessete capacetes azuis morreram no conflito. 